# Jałmużna

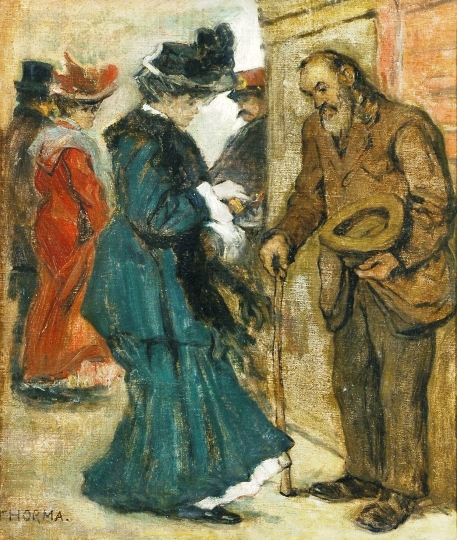
János Thorma, Kobieta dająca jałmużnę

Jałmużna – datek dla biednych i potrzebujących, ofiarowany w kontekście religijnym; jej odpowiednikiem jest w islamie zakat.
W chrześcijaństwie jałmużna należy do uczynków miłosierdzia i zalecana jest szczególnie w takich okresach jak wielki post i adwent.

## Etymologia
Pochodzi z cz. almužna, z niem. Alamuosa, przez łacinę ostatecznie z gr. ἐλεημοσύνη (eleēmosúnē, „litość”).